# Slănic Moldova
Slănic Moldova é uma cidade da Roménia com 5.375 habitantes, localizada no judeţ (distrito) de Bacău.